# NGC 3244
NGC 3244 is een spiraalvormig sterrenstelsel in het sterrenbeeld Luchtpomp. Het hemelobject werd op 22 april 1835 ontdekt door de Engelse astronoom John Herschel.

## Synoniemen
- ESO 317-24
- MCG -7-22-5
- IRAS10232-3.934
- PGC 30594